# 小林亜矢乃
小林 亜矢乃（こばやし あやの）は、日本のクラシック音楽のピアニスト。
指揮者小林研一郎の長女。演奏会では親子共演をする。

## 来歴
- 桐朋学園「子供のための音楽教室」を経て、東京音楽大学ピアノ演奏家コースに特待生で入学。全学年奨学金を授与、首席で卒業。在学中、播本三恵子、田崎悦子、倉沢仁子に師事。
- ケルン音楽院にてパヴェル・ギリロフ教授のもとで研鑚を積み、ディプロム（卒業試験）を室内楽・ソロを、ならびにコンツェルト・イグザーメン（国家演奏家資格取得コース）を最高点、首席で卒業。
- （財）ロームミュージックファンデーション音楽在外研究生として研修を積む。
- 日本音楽コンクール・ピアノ部門入選、イタリアAMAカラブリア国際ピアノコンクールで第二位、エンニォ・ポリーノ国際ピアノコンクールで第三位他、多数の国際コンクールにて上位入賞。
- ソリストとして、オランダ・コンセルトヘボウホールにてネザーランドフィルハーモニー管弦楽団、ブダペスト・リスト音楽院にてハンガリー国立フィルハーモニー管弦楽団、プラハ・ドヴォルザークホールにてチェコ・フィルハーモニー管弦楽団と共演の他、名古屋フィルハーモニー交響楽団、関西フィルハーモニー管弦楽団、大阪フィルハーモニー交響楽団、大阪センチュリー交響楽団、広島交響楽団、九州交響楽団、横浜シンフォニエッタ、東京ニューシティ管弦楽団、東京交響楽団、東京フィルハーモニー交響楽団、日本フィルハーモニー交響楽団では定期演奏会に出演、また、2005年及び2007年日本フィル九州ツアー、北海道ツアーではソリストとして招かれ、各地で絶賛を博す。また、スペインのセビリア・スプリングフェスティバルに招待され、リサイタルで聴衆全員のスタンディングオベイションを受ける。ドイツ、日本でも各地でリサイタルを行い、新潟や福岡震災、朝日新聞主催チャリティーコンサート、長崎平和祈念メモリアルチャリティーコンサートにも多数出演。わかりやすい解説やお話を交えたリサイタルや、学校の音楽教室も開催するなど、幅広く国内外で活躍している。
- NHKFM、BS朝日、MRT（ハンガリー国営放送）、WDR（西ドイツ放送）に出演。
- 小林研一郎の恩師若松紀志子のアートスペースエリコーナで2004年の個別演奏家に続き2010年福島県初の親子記念コンサート開催。

## 関連リンク
- 一ノ関佑子
- 小林研一郎

## 動画リンク
- Zuglói Filharmónia - Mozart: d-moll zongoraverseny